# Sarah Krasnostein
Sarah Krasnostein es una escritora americana-australiana de no-ficción y académica en Derecho legal.

## Carrera legal
Krasnostein completó su licenciatura en Derecho por la Universidad de Melbourne en 2005. Trabajó como abogada en el Departamento de Justicia de Victoria desde 2007 hasta 2011.
Se graduó como doctora por la Universidad de Monash en 2016. Su tesis, "Persiguiendo la consistencia: El efecto de las diferentes reformas en las disparidades injustificadas en el marco de las sentencias individuales", le permitió ganar la Medalla Mollie Holman para doctorados en Derecho.

## Publicaciones
Su primer libro, The Trauma Cleaner, se publicó en 2017. Dedicó cuatro años a investigar para este libro, el cual es una memoria de la vida y el trabajo de Sandra Pankhurst como limpiadora de escenarios forenses. Ganó el Premio victoriano de Literatura y el Premio para No-Ficción en los Victorian Premier's Literary Awards, ambos en 2018.
En su segundo libro, The Believer, Krasnostein describe las historias de seis personas de muy diferentes procedencias. Fue seleccionado para los premios Nib Literary Award de 2021.

## Trabajos

### Libros
- Krasnostein, Sarah (2017). The Trauma Cleaner: One Woman’s Extraordinary Life in Death, Decay & Disaster (en inglés). Text Publishing. p. 272. ISBN 9781925603897.
- Krasnostein, Sarah (2021). The Believer: Encounters with Love, Death & Faith (en inglés). Text Publishing. p. 368. ISBN 9781922330208.

### Artículos de texto legal
- Freiberg, Arie; Krasnostein, Sarah (2011). «Statistics, damn statistics and sentencing». Journal of Judicial Administration (en inglés) 21 (2): 73-92. ISSN 1036-7918. Consultado el 1 de abril de 2022.
- Krasnostein, Sarah; Freiberg, Arie (2013). «Pursuing consistency in an individualistic sentencing framework: If you know where you're going, how do you know when you've got there?». Law and Contemporary Problems (en inglés) 76 (1): 265-288. ISSN 0023-9186. Consultado el 1 de abril de 2022.
- Krasnostein, Sarah (2014). «TOO MUCH INDIVIDUALISATION, NOT ENOUGH JUSTICE Bugmy v The Queen». Alternative Law Journal (en inglés) 39 (1): 12-14. ISSN 1037-969X. doi:10.1177/1037969X1403900104. Consultado el 1 de abril de 2022.
- Krasnostein, Sarah (2015). «Boulton v The Queen: The Resurrection of Guideline Judgments in Australia?». Current Issues in Criminal Justice (en inglés) 27 (1): 41-58. ISSN 1037-969X. doi:10.1080/10345329.2015.12036030. Consultado el 1 de abril de 2022.

## Vida personal
Krasnostein está casada con el cómico australiano, Charlie Pickering.